# Грешница (фильм, 1951)
Грешница (нем. Die Sünderin) — немецкий художественный фильм-драма 1951 года, поставленный режиссёром Вилли Форстом. 
Картина, снятая через шесть лет после падения Третьего Рейха и за десять лет до появления Берлинской стены, является романтической мелодрамой. Это первый в истории ФРГ фильм, который нарушил ряд табу: нагота (в одной из сцен актриса снялась полностью обнажённой), самоубийство и эвтаназия. В Германии 1950-х это вызвало негативную реакцию как среди политиков, так и со стороны католической церкви. 

## Сюжет
В центре сюжета фильма — любовная история путаны и художника. 
С детства Марина поняла, что женщины имеют определённого рода власть над мужчинами. Её мать на собственном примере показывала, как это делается. Живя с мужем (отчимом Марины), каждый вечер она отправлялась «в гости», за ней заезжал автомобиль и увозил в ночь до утра. Позже, будучи школьницей, Марина получила практические знания об этой стороне жизни от своего сводного брата, который за кратковременные неудобства постельного характера щедро одаривал её. Наряды, украшения, угощения — оказалось, жить можно припеваючи за счёт этих подарков. Когда отчиму надоел этот разврат, он прибил сына и выгнал обеих шлюх из дома: мать скрылась в неизвестном направлении, а Марина пошла жить к подруге, которая уже давно и профессионально занималась самопродажей. Будучи проституткой, Марина практически не заметила перемен, происходящих в стране — одинаково востребована она была и при фашистах, и под оккупацией Союзников, «менялись только мундиры, а вокруг была всё та же пустота», пока однажды не появился талантливый художник-пьяница, бывший в своё время очень востребованным, но потерявший уважение, жену и состояние из-за пьянства.